# Wallfahrtsfeste (Judentum)
Die Wallfahrtsfeste im Judentum sind die drei Freudenfeste (hebräisch שלוש רגלים schalosch regalim), 2. Mose 23,14-17 , Pessach, Schawuot und Sukkot.
Es sind die drei alten Erntefeste in Judäa/Israel, an denen die Juden traditionell nach Jerusalem pilgerten und aus den Felderträgen Opfergaben darbrachten. Die biblischen Grundlegungen für diese Feste finden sich in Ex 23  und Dtn 16 . Bereits in der Tora wird deutlich, wie die alten Erntefeste gedeutet und mit Heilsereignissen in der (Vor-)Geschichte Israels in Beziehung gesetzt wurden.
Die Hauptpflichten an diesen Tagen erläutert der Mischnatraktat Chagiga.
Die Feste sind bäuerlichen und wahrscheinlich kanaanitischen Ursprungs und haben einen historisch-landwirtschaftlichen Doppelcharakter.

## Übersicht und Einordnung
Die jüdischen Festtage, hebräisch ימים טובים jamim towim, deutsch ‚gute Tage‘ ‚Festtage‘ werden eingeteilt in zwei Gruppen:
- die erste Gruppe bestehend aus drei Wallfahrts- oder Freudenfeste (hebräisch שלוש רגלים schalosch regalim) das sind eben Pessach, Schawuot und Sukkot, bei denen vor der Zerstörung des Jerusalemer Tempels Opfer dargebracht wurden.
- die zweite Gruppe, die ימים נוראים jamin noraim, deutsch ‚ehrfurchtserweckende Tage‘ mit u. a. Rosch Haschana und Jom Kippur.